# Joseph-François Hernandez
Joseph-François Hernandez est un médecin et homme politique français, né le 25 mai 1769 à Toulon (Var) et décédé le 6 octobre 1835 au même lieu.

## Biographie
Joseph-François Hernandez naît le 25 mai 1769 à Toulon et est baptisé le lendemain. Il est le fils de François Hernandez, commis aux fortifications, et de son épouse, Jéromine Baron.
Officier de santé à Toulon, il est élu député du Var au Conseil des Cinq-Cents le 24 germinal an VI, mais son élection est annulée pour défaut d'âge. Conseiller général sous le Premier Empire, il est de nouveau député du Var en 1815, pendant les Cent-Jours. Il est président de l'Académie du Var de 1811 à 1835. Il est nommé médecin chef de la Marine en 1814.
Il meurt le 6 octobre 1835 à Toulon.

## Distinctions
- Chevalier de la Légion d'honneur (9 novembre 1814)[3]